# Буровий ключ

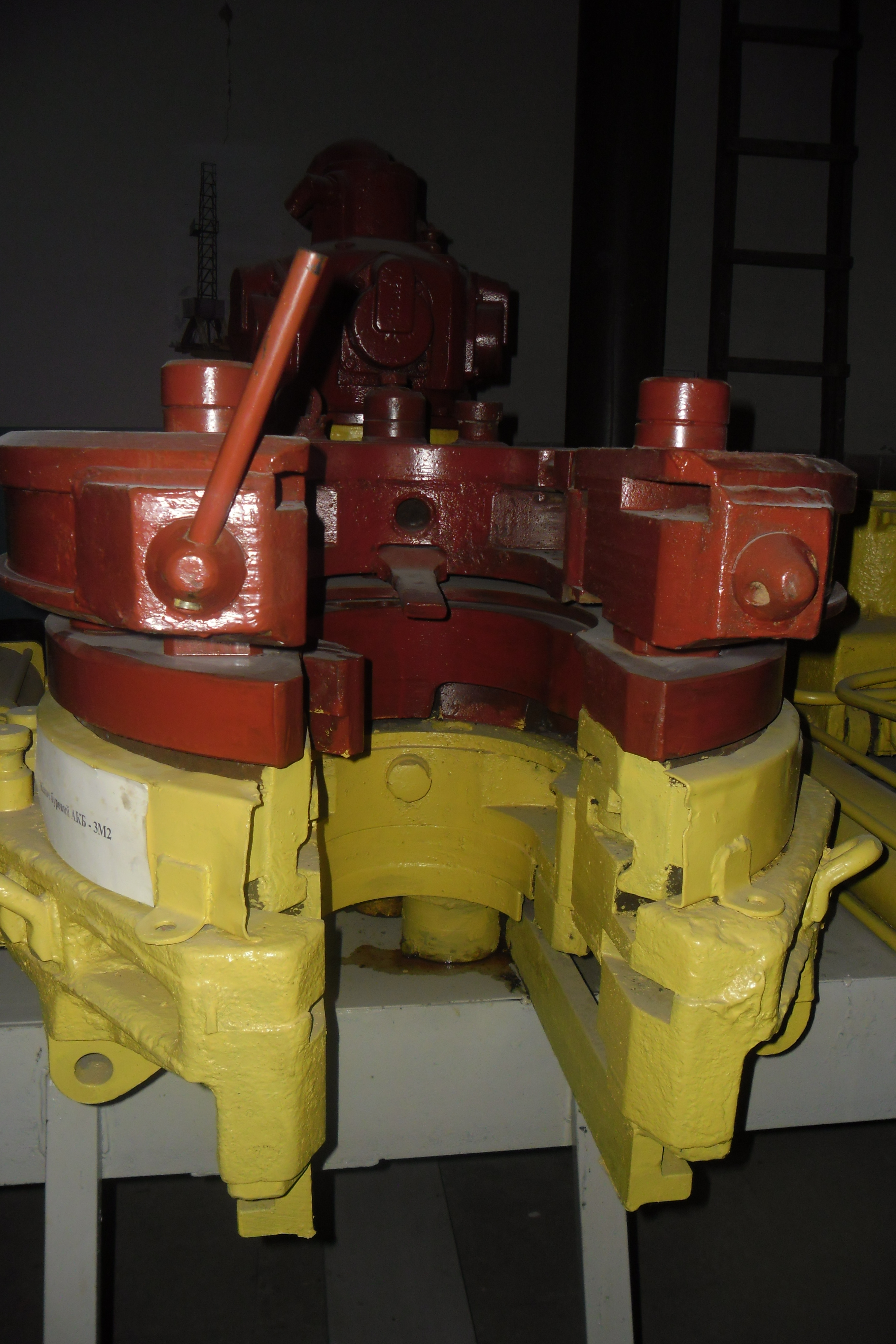
Буровий ключ.

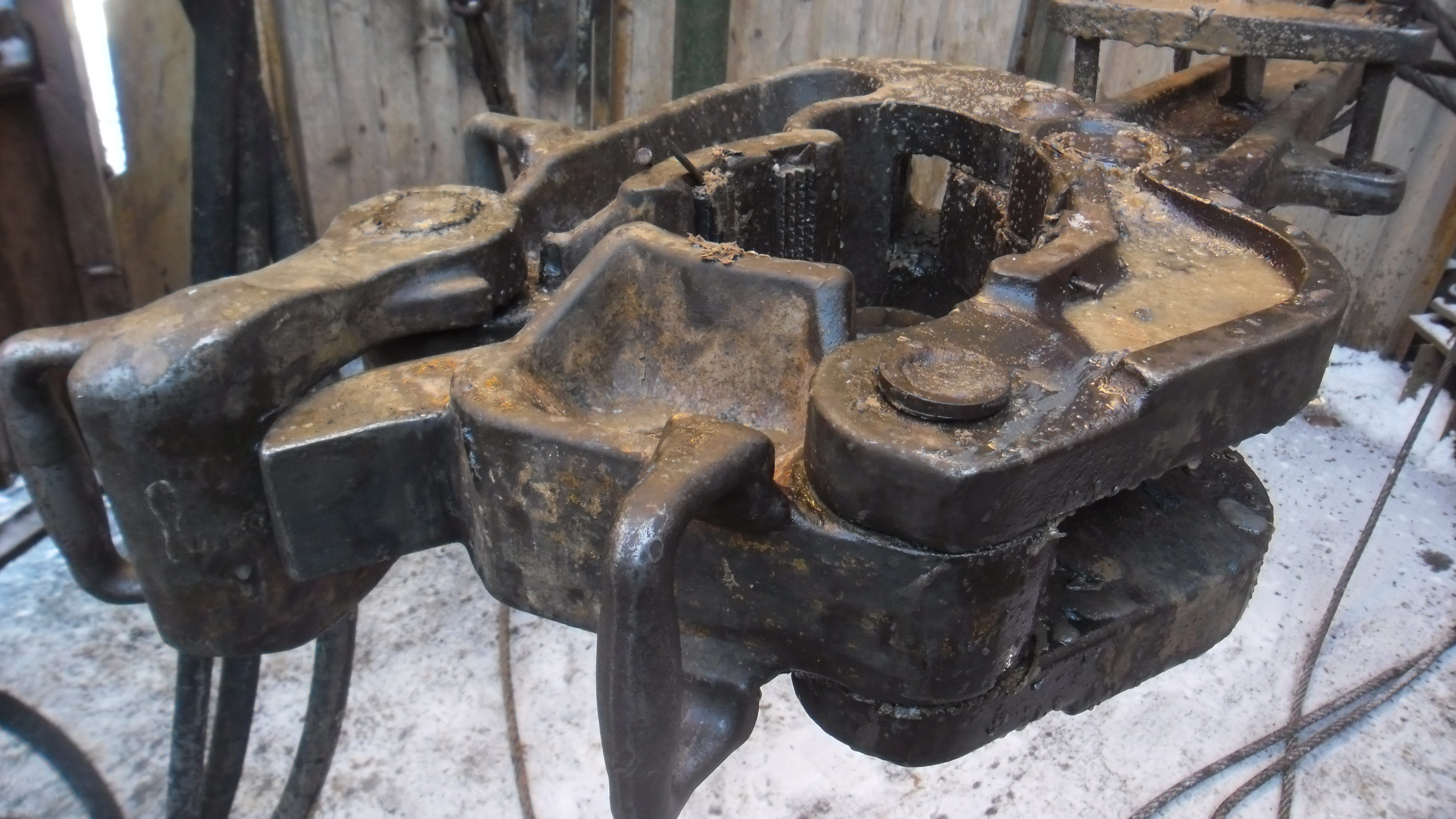
Буровий ключ.

Бурови́й ключ — пристрій, що застосовується для згвинчування і розгвинчування бурильних труб, стабілізаторів, перепускних перевідників та інших компоновок низу бурильної колони (КНБК); виконання з'єднань труб у шурф для нарощування труб.

## Загальний опис
Застосовується при бурінні на землі і в морі, ремонті свердловин та інших спуско-підйомних операціях.
Процес згвинчування конічних різьбових з'єднань бурильних і обсадних колон включає згвинчування різьблень з подальшим їх докріпленням. Для згвинчування різьблень необхідний крутний момент 100—500 Н.м. Для докріплення замкової різьби З-121 (бурильні труби діаметром 114 мм) необхідний крутний момент 16 кН.м. При розкріпленні замкових різьб крутні моменти зростають і досягають 50 кН.м, а іноді 100 кН.м.
Докріплюють і розкріплюють бурильні труби та згвинчують обсадні труби машинними або пневматичними буровими ключами. Два машинні ключі УМК-1 підвішують в горизонтальному положенні біля ротора на спеціальних канатах перекинутих через блоки, що прикріплені до поясів вишки. До інших кінців каната підвішують вантажі для врівноваження ключів. Завдяки врівноважуванню ключі легко пересуваються по вертикалі у процесі спуско-підіймальних операцій на необхідну висоту. Один з ключів використовується для затримки труби від провертання. Для цього його хвостовик з'єднаний канатом з ногою вишки. Цей ключ надівається на замкову муфту нижньої труби і відводиться у крайнє положення. Другий ключ підвішується з протилежного боку ротора. Він надівається на замковий ніпель верхньої труби. Хвостовик ключа з'єднаний канатом зі штоком пневморозкріплювача бурової лебідки. За один хід пневморозкріплювача ключ повертається на 60 — 70 0.
Станом на 2015 рік сортамент машинних ключів включає три моделі:
- модель 1898 — з ручним керуванням;
- модель 1899 — з автоматичним управлінням;
- модель 4160 — версія моделі 1898 невеликої ваги.

Застосовувані моделі зводять до мінімуму травми персоналу, пошкодження обладнання і перебої в операціях, дають можливість управляти всіма функціями з пульта управління (кабіни) бурильника або з пульта дистанційного радіоуправління.